# 伊诺克 (犹他州)
以诺（英文：Enoch），是美国犹他州艾恩县下属的一座城市。建市于 1851年，面积大约为7.21平方英里（18.7平方公里），海拔约为5,545英尺（1,690米）。根据2010年美国人口普查，该市有人口5,803人。